# Septoria scillae
Septoria scillae är en svampart som beskrevs av Westend. 1874. Septoria scillae ingår i släktet Septoria och familjen Mycosphaerellaceae.   Inga underarter finns listade i Catalogue of Life.